# Episodi di Tripping the Rift (seconda stagione)
La seconda stagione della serie animata Tripping the Rift, composta da 13 episodi, è stata trasmessa in Canada, da CTV Sci-Fi Channel, dal 27 luglio al 19 ottobre 2005.
In Italia la stagione è stata trasmessa dal 14 marzo al 26 marzo 2008 su Steel.
| n° | Titolo originale                     | Titolo italiano                       | Prima TV originale | Prima TV Italia |
| -- | ------------------------------------ | ------------------------------------- | ------------------ | --------------- |
| 1  | Cool Whip                            | Frusta Fredda                         | 27 luglio 2005     | 14 marzo 2008   |
| 2  | You Wanna Put That Where?            | Vuoi metterlo lì?                     | 27 luglio 2005     | 15 marzo 2008   |
| 3  | Honey, I Shrunk the Crew             | Tesoro, ho ridotto l'equipaggio       | 3 agosto 2005      | 16 marzo 2008   |
| 4  | Ghost Ship                           | Nave Fantasma                         | 10 agosto 2005     | 17 marzo 2008   |
| 5  | Benito's Revenge                     | La vendetta di Benito                 | 17 agosto 2005     | 18 marzo 2008   |
| 6  | All for None                         | Tutto per nessuno                     | 24 agosto 2005     | 19 marzo 2008   |
| 7  | Extreme Chode                        | Chode estremo                         | 31 agosto 2005     | 20 marzo 2008   |
| 8  | Roswell                              | Roswell                               | 14 settembre 2005  | 21 marzo 2008   |
| 9  | Santa Clownza                        | Santa Clownza                         | 21 settembre 2005  | 22 marzo 2008   |
| 10 | Chode and Bobo's High School Reunion | La riunione del liceo di Chode e Bobo | 28 settembre 2005  | 23 marzo 2008   |
| 11 | Creaturepalooza                      | Creaturapalooza                       | 5 ottobre 2005     | 24 marzo 2008   |
| 12 | Chode's Near-Death Experience        | L'esperienza di pre-morte di Chode    | 12 ottobre 2005    | 25 marzo 2008   |
| 13 | Six, Lies and Videotape              | Sei: bugie e videocassette            | 19 ottobre 2005    | 26 marzo 2008   |